# Jean McAllister
Jean McAllister (* 27. Februar 1964 in Ottawa) ist eine ehemalige kanadische Skilangläuferin.

## Werdegang
McAllister, die für die Ottawa Racers startete, trat international erstmals bei den Junioren-Skiweltmeisterschaften 1982 in Murau in Erscheinung. Dort belegte sie den 52. Platz über 5 km und den 12. Rang mit der Staffel. In den folgenden Jahren kam sie bei den Junioren-Skiweltmeisterschaften 1983 in Kuopio auf den 41. Platz über 5 km und auf den neunten Rang mit der Staffel und bei den Junioren-Skiweltmeisterschaften 1984 in Trondheim auf den 44. Platz über 10 km. In der Saison 1986/87 wurde sie beim Weltcup in Calgary Zweite mit der Staffel und lief bei den nordischen Skiweltmeisterschaften 1987 in Oberstdorf auf den 31. Platz über 5 km klassisch. Im folgenden Jahr belegte sie bei den Olympischen Winterspielen in Calgary den 46. Platz über 5 km klassisch und den 31. Rang über 20 km Freistil. Ihre beste Platzierung bei den nordischen Skiweltmeisterschaften 1989 in Lahti war der 29. Platz über 30 km Freistil. Bei ihren letzten Weltmeisterschaften im Februar 1991 im Val di Fiemme errang sie den 45. Platz über 30 km Freistil und jeweils den 44. Platz über 10 km Freistil und 15 km klassisch.